# Агилас Дорадас
«А́гилас Дора́дас» (исп. Águilas Doradas Rionegro) — колумбийский футбольный клуб из города Рионегро. В настоящий момент выступает в Кубке Мустанга, сильнейшем дивизионе страны. Ранее был известен под названиями «Итагуи», «Итагуи Дитайрес» (выступал в городе Итагуи), «Агилас Перейра» (представлял город Перейру) и «Рионегро Агилас».

## История

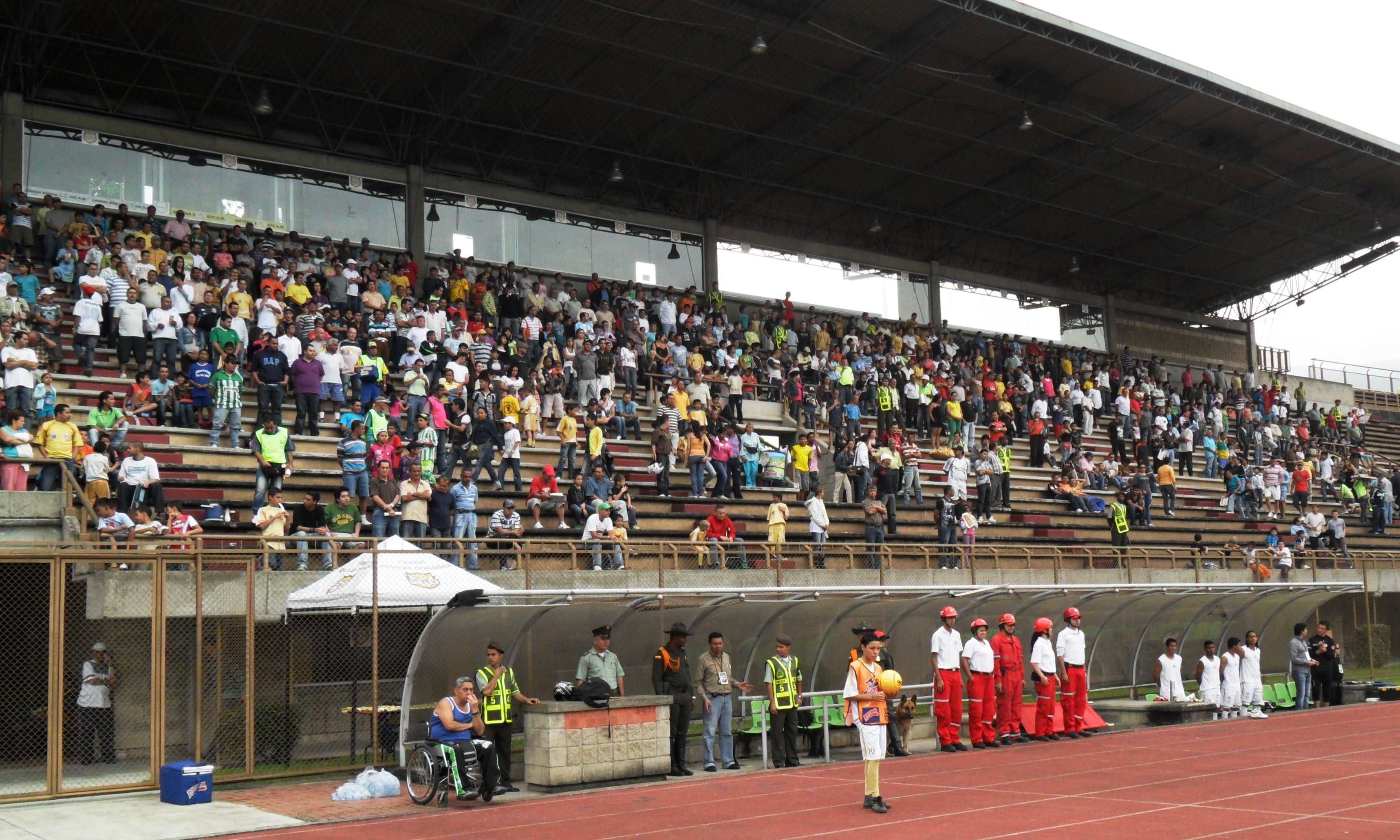
Стадион «Метрополитано» в Итагуи.

Команда была основана 2 июля 2008 года, под именем «Итагуи Дитайрес», в дальнейшем команда неоднократно меняла своё официальное название, ввиду чего, во избежание путаницы, её называли просто по имени города Итагуи, который она представляла.
Первые три сезона своего существования команда провела в «Примере B», втором по силе дивизионе колумбийского футбола. В 2010 году «Итагуи» одержал победу в «Примере В» и получил право на следующий год дебютировать в Кубке Мустанга, высшем дивизионе чемпионата Колумбии. «Итагуи» стал четвёртым клубом, после «Атлетико Насьональ», «Индепендьенте Медельин» и «Энвигадо», из департамента Антьокия, игравшим в высшем дивизионе Колумбии, это был первый случай в колумбийском футболе, когда один департамент столь широко представлен в высшем дивизионе. Дебютный сезон в Категории Примере A сложился для клуба вполне удачно, он занял 9-е место в турнире с участием 18 команд.
Домашние матчи команда проводила на стадионе «Метрополитано Сьюдад де Итагуи», вмещающем 12 000 зрителей.
В мае 2014 года, после конфликта между президентом клуба и мэром Итагуи (из-за того, что мэрия города отказалась оказывать финансовую поддержку), команда сначала была переименована в «Агилас Дорадас» (исп. Águilas Doradas Fútbol Club S. A., дословно в переводе с испанского — «Золотые орлы», см. Беркут), а до конца месяца договорилась с администрацией Перейры о переезде в этот город. По состоянию на 2015 год юридическое название клуба оставалось «Агилас Дорадас», однако практически не использовалось, официальный сайт клуба также использовал именование «Агилас Перейра».
22 января 2016 года клуб изменил название на «Рионегро Агилас» в связи с переездом в город Рионегро. Основным клубным цветом стал красный в честь флага города.

## Титулы и достижения
- Победитель Примеры B Колумбии (1): 2010

## Сезоны по дивизионам
- Примера А (20): 2011—н. в.
- Примера B (3): 2008—2010